# Літтлтон (Нью-Гемпшир)
Літтлтон (англ. Littleton) — місто (англ. town) в США, в окрузі Ґрафтон штату Нью-Гемпшир. Населення — 6005 осіб (2020).

## Демографія
Згідно з переписом 2010 року, у місті мешкало 5928 осіб у 2673 домогосподарствах у складі 1596 родин. Було 3065 помешкань
Расовий склад населення:
| - 96,2 % — білих - 1,0 % — азіатів - 0,4 % — чорних або афроамериканців - 0,3 % — корінних американців |

До двох чи більше рас належало 1,6 %. Частка іспаномовних становила 1,9 % від усіх жителів.
За віковим діапазоном населення розподілялося таким чином: 21,4 % — особи молодші 18 років, 61,0 % — особи у віці 18—64 років, 17,6 % — особи у віці 65 років та старші. Медіана віку мешканця становила 44,1 року. На 100 осіб жіночої статі у місті припадало 90,7 чоловіків;  на 100 жінок у віці від 18 років та старших — 88,2 чоловіків також старших 18 років.
Середній дохід на одне домашнє господарство  становив 57 532 долари США (медіана — 39 490), а середній дохід на одну сім'ю — 70 473 долари (медіана — 51 695). Медіана доходів становила 38 877 доларів для чоловіків та 35 060 доларів для жінок. За межею бідності перебувало 15,6 % осіб, у тому числі 34,3 % дітей у віці до 18 років та 8,2 % осіб у віці 65 років та старших.
Цивільне працевлаштоване населення становило 3307 осіб. Основні галузі зайнятості: освіта, охорона здоров'я та соціальна допомога — 28,6 %, роздрібна торгівля — 14,8 %, мистецтво, розваги та відпочинок — 13,2 %.